# Ricardo Navarro
Ricardo Navarro là một kỹ sư và nhà bảo vệ môi trường người El Salvador. Ông đã sáng lập và làm chủ tịch tổ chức bảo vệ môi trường CESTA (Salvadoran Center for Appropriate Technology = Trung tâm Công nghệ học thích hợp của Salvador).
Năm 1995 ông đoạt Giải Môi trường Goldman cho những đóng góp của ông vào việc phát triển bền vững.